# Popis hrvatskih veleposlanika u Norveškoj
Republika Hrvatska i Kraljevina Norveška održavaju diplomatske odnose od 20. veljače 1992. Sjedište veleposlanstva je u Oslu.

## Veleposlanici
Veleposlanstvo Republike Hrvatske u Kraljevini Norveškoj osnovano je odlukom predsjednika Republike od 31. svibnja 1993.
| Veleposlanik        | Postavljenje       | Opoziv              | Sjedište   |
| ------------------- | ------------------ | ------------------- | ---------- |
| Đuro Deželić        | 8. studenoga 1993. | 1. travnja 1996.    | Kopenhagen |
| Mario Mikolić       | 18. srpnja 1996.   | 4. rujna 1998.      | Oslo       |
| Neven Jurica        | 28. srpnja 1998.   | 31. listopada 2000. | Oslo       |
| Jagoda Vukušić      | 31. siječnja 2001. | 16. rujna 2005.     | Oslo       |
| Dobroslav Silobrčić | 17. rujna 2005.    | 28. veljače 2011.   | Oslo       |
| Mario Horvatić      | 16. ožujka 2011.   | 30. lipnja 2015.    | Oslo       |
| Hrvoje Marušić      | 15. kolovoza 2015. |                     | Oslo       |

## Vanjske poveznice
- Norveška na stranici MVEP-a